# Liste des titres musicaux numéro un au Royaume-Uni en 2012
Cette page liste les titres classés no 1 des ventes de disques au Royaume-Uni pour l'année 2012 selon The Official Charts Company.
Les classements hebdomadaires sont issus des 100 meilleures ventes de singles (UK Singles Chart) et des 100 meilleures ventes d'albums (UK Albums Chart). Ils prennent en compte les ventes physiques et digitales. Ils sont dévoilés le dimanche.

## Classement des singles
| №  | Date         | Artiste                                                       | Titre                                              | Référence |
| -- | ------------ | ------------------------------------------------------------- | -------------------------------------------------- | --------- |
| 1  | 1er janvier  | Coldplay                                                      | Paradise                                           |           |
| 2  | 8 janvier    | Flo Rida                                                      | Good Feeling                                       |           |
| 3  | 15 janvier   | Jessie J                                                      | Domino                                             |           |
| 4  | 22 janvier   | Jessie J                                                      | Domino                                             |           |
| 5  | 29 janvier   | Cover Drive                                                   | Twilight                                           |           |
| 6  | 5 février    | David Guetta feat. Sia                                        | Titanium                                           |           |
| 7  | 12 février   | Gotye feat. Kimbra                                            | Somebody That I Used to Know                       |           |
| 8  | 19 février   | DJ Fresh feat. Rita Ora                                       | Hot Right Now                                      |           |
| 9  | 26 février   | Gotye feat. Kimbra                                            | Somebody That I Used to Know                       |           |
| 10 | 4 mars       | Gotye feat. Kimbra                                            | Somebody That I Used to Know                       |           |
| 11 | 11 mars      | Gotye feat. Kimbra                                            | Somebody That I Used to Know                       |           |
| 12 | 18 mars      | Gotye feat. Kimbra                                            | Somebody That I Used to Know                       |           |
| 13 | 25 mars      | Katy Perry                                                    | Part of Me                                         |           |
| 14 | 1er avril    | Chris Brown                                                   | Turn Up the Music                                  |           |
| 15 | 8 avril      | Carly Rae Jepsen                                              | Call Me Maybe                                      |           |
| 16 | 15 avril     | Carly Rae Jepsen                                              | Call Me Maybe                                      |           |
| 17 | 22 avril     | Carly Rae Jepsen                                              | Call Me Maybe                                      |           |
| 18 | 29 avril     | Carly Rae Jepsen                                              | Call Me Maybe                                      |           |
| 19 | 6 mai        | Tulisa                                                        | Young                                              |           |
| 20 | 13 mai       | Rita Ora feat. Tinie Tempah                                   | R.I.P.                                             |           |
| 21 | 20 mai       | Rita Ora feat. Tinie Tempah                                   | R.I.P.                                             |           |
| 22 | 27 mai       | Fun feat. Janelle Monáe                                       | We Are Young                                       |           |
| 23 | 3 juin       | Rudimental feat. John Newman                                  | Feel the Love                                      |           |
| 24 | 10 juin      | Gary Barlow & the Commonwealth Band feat. Military Wives (en) | Sing                                               |           |
| 25 | 17 juin      | Cheryl                                                        | Call My Name                                       |           |
| 26 | 24 juin      | Maroon 5 feat. Wiz Khalifa                                    | Payphone                                           |           |
| 27 | 1er juillet  | will.i.am feat. Eva Simons                                    | This Is Love                                       |           |
| 28 | 8 juillet    | Maroon 5 feat. Wiz Khalifa                                    | Payphone                                           |           |
| 29 | 15 juillet   | Florence and the Machine                                      | Spectrum (Say My Name)                             |           |
| 30 | 22 juillet   | Florence and the Machine                                      | Spectrum (Say My Name)                             |           |
| 31 | 29 juillet   | Florence and the Machine                                      | Spectrum (Say My Name)                             |           |
| 32 | 5 août       | Wiley feat. Ms D                                              | Heatwave                                           |           |
| 33 | 12 août      | Wiley feat. Ms D                                              | Heatwave                                           |           |
| 34 | 19 août      | Rita Ora                                                      | How We Do (Party)                                  |           |
| 35 | 26 août      | Sam and the Womp (en)                                         | Bom Bom                                            |           |
| 36 | 2 septembre  | Little Mix                                                    | Wings                                              |           |
| 37 | 9 septembre  | Ne-Yo                                                         | Let Me Love You (Until You Learn to Love Yourself) |           |
| 38 | 16 septembre | The Script feat. will.i.am                                    | Hall of Fame                                       |           |
| 39 | 23 septembre | The Script feat. will.i.am                                    | Hall of Fame                                       |           |
| 40 | 30 septembre | Psy                                                           | Gangnam Style                                      |           |
| 41 | 7 octobre    | Rihanna                                                       | Diamonds                                           |           |
| 42 | 14 octobre   | Swedish House Mafia feat. John Martin                         | Don't You Worry Child                              |           |
| 43 | 21 octobre   | Calvin Harris feat. Florence Welch                            | Sweet Nothing                                      |           |
| 44 | 28 octobre   | Labrinth feat. Emeli Sandé                                    | Beneath Your Beautiful                             |           |
| 45 | 4 novembre   | Robbie Williams                                               | Candy                                              |           |
| 46 | 11 novembre  | Robbie Williams                                               | Candy                                              |           |
| 47 | 18 novembre  | One Direction                                                 | Little Things                                      |           |
| 48 | 25 novembre  | Olly Murs feat. Flo Rida                                      | Troublemaker                                       |           |
| 49 | 2 décembre   | Olly Murs feat. Flo Rida                                      | Troublemaker                                       |           |
| 50 | 9 décembre   | Gabrielle Aplin                                               | The Power of Love                                  |           |
| 51 | 16 décembre  | James Arthur                                                  | Impossible                                         |           |
| 52 | 23 décembre  | The Justice Collective (en)                                   | He Ain't Heavy, He's My Brother                    |           |
| 53 | 30 décembre  | James Arthur                                                  | Impossible                                         |           |

## Classement des albums
| №  | Date         | Artiste                             | Titre                       | Référence |
| -- | ------------ | ----------------------------------- | --------------------------- | --------- |
| 1  | 1er janvier  | Ed Sheeran                          | +                           |           |
| 2  | 8 janvier    | Adele                               | 21                          |           |
| 3  | 15 janvier   | Bruno Mars                          | Doo-Wops and Hooligans      |           |
| 4  | 22 janvier   | Adele                               | 21                          |           |
| 5  | 29 janvier   | Ed Sheeran                          | +                           |           |
| 6  | 5 février    | Lana Del Rey                        | Born to Die                 |           |
| 7  | 12 février   | Lana Del Rey                        | Born to Die                 |           |
| 8  | 19 février   | Emeli Sandé                         | Our Version of Events       |           |
| 9  | 26 février   | Adele                               | 21                          |           |
| 10 | 4 mars       | Emeli Sandé                         | Our Version of Events       |           |
| 11 | 11 mars      | Bruce Springsteen                   | Wrecking Ball               |           |
| 12 | 18 mars      | Military Wives (en)                 | In My Dreams                |           |
| 13 | 25 mars      | Paul Weller                         | Sonik Kicks                 |           |
| 14 | 1er avril    | Madonna                             | MDNA                        |           |
| 15 | 8 avril      | Nicki Minaj                         | Pink Friday: Roman Reloaded |           |
| 16 | 15 avril     | Adele                               | 21                          |           |
| 17 | 22 avril     | Adele                               | 21                          |           |
| 18 | 29 avril     | Jack White                          | Blunderbuss                 |           |
| 19 | 6 mai        | Marina and the Diamonds             | Electra Heart               |           |
| 20 | 13 mai       | Keane                               | Strangeland                 |           |
| 21 | 20 mai       | Keane                               | Strangeland                 |           |
| 22 | 27 mai       | Emeli Sandé                         | Our Version of Events       |           |
| 23 | 3 juin       | Gary Barlow & the Commonwealth Band | Sing                        |           |
| 24 | 10 juin      | Gary Barlow & the Commonwealth Band | Sing                        |           |
| 25 | 17 juin      | Gary Barlow & the Commonwealth Band | Sing                        |           |
| 26 | 24 juin      | Justin Bieber                       | Believe                     |           |
| 27 | 1er juillet  | Linkin Park                         | Living Things               |           |
| 28 | 8 juillet    | Chris Brown                         | Fortune                     |           |
| 29 | 15 juillet   | Newton Faulkner                     | Write It On Your Skin       |           |
| 30 | 22 juillet   | Elton John vs Pnau                  | Good Morning to the Night   |           |
| 31 | 29 juillet   | Plan B                              | Ill Manors                  |           |
| 32 | 5 août       | Conor Maynard                       | Contrast                    |           |
| 33 | 12 août      | Rihanna                             | Talk That Talk              |           |
| 34 | 19 août      | Emeli Sandé                         | Our Version of Events       |           |
| 35 | 26 août      | Emeli Sandé                         | Our Version of Events       |           |
| 36 | 2 septembre  | Rita Ora                            | Ora                         |           |
| 37 | 9 septembre  | The Vaccines                        | Come of Age                 |           |
| 38 | 16 septembre | The xx                              | Coexist                     |           |
| 39 | 23 septembre | The Killers                         | Battle Born                 |           |
| 40 | 30 septembre | Mumford and Sons                    | Babel                       |           |
| 41 | 7 octobre    | Muse                                | The 2nd Law                 |           |
| 42 | 14 octobre   | Mumford and Sons                    | Babel                       |           |
| 43 | 21 octobre   | Jake Bugg                           | Jake Bugg                   |           |
| 44 | 28 octobre   | Taylor Swift                        | Red                         |           |
| 45 | 4 novembre   | Calvin Harris                       | 18 Months                   |           |
| 46 | 11 novembre  | Robbie Williams                     | Take the Crown              |           |
| 47 | 18 novembre  | One Direction                       | Take Me Home                |           |
| 48 | 25 novembre  | Rihanna                             | Unapologetic                |           |
| 49 | 2 décembre   | Olly Murs                           | Right Place Right Time      |           |
| 50 | 9 décembre   | Olly Murs                           | Right Place Right Time      |           |
| 51 | 16 décembre  | Bruno Mars                          | Unorthodox Jukebox          |           |
| 52 | 23 décembre  | Emeli Sandé                         | Our Version of Events       |           |
| 53 | 30 décembre  | Emeli Sandé                         | Our Version of Events       |           |

## Meilleures ventes de l'année
| Singles | Albums |
| --- | --- |
| 1. Gotye feat. Kimbra– Somebody That I Used to Know 2. Carly Rae Jepsen - Call Me Maybe 3. Fun feat Janelle Monae – We Are Young 4. David Guetta feat. Sia- Titanium 5. James Arthur - Impossible 6. Psy - Gangnam Style 7. Nicki Minaj - Starships 8. Jessie J - Domino 9. Maroon 5 feat. Wiz Khalifa - Payphone 10. Flo Rida feat. Sia – Wild Ones | 1. Emeli Sandé - Our Version of Events 2. Adele - 21 3. Ed Sheeran - + 4. Lana Del Rey - Born to Die 5. One Direction - Take Me Home 6. Mumford and Sons - Babel 7. Olly Murs - Right Place Right Time 8. Michael Bublé - Christmas 9. Coldplay - Mylo Xyloto 10. Rihanna - Unapologetic |